# Antonio Aramburo
Antonio Aramburo Abad (Erla, Zaragoza, 17 de enero de 1840 - Montevideo, 16 de septiembre de 1912) fue un tenor español. Los musicólogos afiman que su técnica vocal era superior a los que se consideraban grandes estrellas de la ópera en la época, como Julián Gayarre, Angelo Massini, Enrico Tamberlick o Francesco Tamagno, y en España incluso hizo sombra al célebre Julián Gayarre.

## Vida
Su familia tenía los suficientes medios para enviarle a estudiar ingeniería, pero en 1867 decidió interrumpir sus estudios para dedicarse al canto. Estudió en Madrid con el maestro Antonio Cordero.
Su debut fue en Milán, aunque no en La Scala, sino en el Teatro Carcano, en 1870. Sólo dos años después, en 1872, tuvo su primer éxito en Florencia, con la ópera Norma. Posteriormente trabajó en Buenos Aires y Montevideo, en 1874, y en las principales ciudades con teatros líricos, como Milán, La Habana o Moscú. En su repertorio se cuentan, además de la ya mencionada Norma, Sapho, La Africana, El trovador, una de sus preferidas, Rigoletto, La fuerza del destino, Poliuro, Aida, La favorita, etc.
Tenía un carácter recio y era conocido por sus «espantadas». Durante una actuación en el Teatro de La Scala de Milán, abandonó el escenario para volver a su palacio, prepararse un plato de migas, ponerse un cachirulo y cantar jotas. En la década de 1880 continuó cantando en Madrid y otras ciudades europeas y de América del Sur, aunque con menos éxito. Los problemas provenían de su carácter más que de su voz.
Finalmente fijó la residencia en la capital uruguaya, abriendo una escuela de canto. También creó la «Compañía de Impresiones Fonográficas del célebre tenor Antonio Aramburo», que editó 48 cilindros de cera, cantados por él mismo, que incluyen la jota La Dolores de Tomás Bretón. A pesar de haber ganado una fortuna con sus actuaciones, murió modestamente en Montevideo, el 16 de septiembre de 1912.

## Homenajes y estudio
Aparece citado en una obra de James Joyce.
Uno de los gabinetes fonógraficos más prominentes en Madrid durante su auge llevaba el nombre de "Viuda de Aramburo", probablemente en su nombre.
En 1986, Hernán Luis Vigo Suárez presentó un estudio titulado El tenor español Antonio Aramburo (1839-1912): un estudio comparativo de tipologías vocales en las Jornadas Argentinas de Musicología y Conferencia Anual de la Asociación Argentina de Musicología.
El 17 de enero de 2003, se colocó un busto en su honor en su ciudad natal, Erla, obra del escultor aragonés Miguel Cabré.